# 風見里穂
風見 里穂（かざみ りほ、1982年8月28日 - ）は日本の元AV女優。

## 略歴
神奈川県出身。2002年、『恥めまして!!』でAVデビュー。

## 作品

### アダルトビデオ
- 恥めまして!!（2002年5月29日、KUKI）
- コスプレ潜入捜査官（2002年6月29日、KUKI）
- アイドルコレクター（2002年7月24日、KUKI）
- The IDol（2002年9月27日、KUKI）VHS作品3本収録
- ESCAPE RIHO KAZAMI（2002年11月13日、隼エージェンシー）
- ひ み つ（2003年1月15日、隼エージェンシー）
- I LOVE RIHO（2003年1月17日、オーロラプロジェクト）
- 女子校生れず 先輩と私 46（2003年2月20日、U&K）愛原莉央
- BEST SELECTION（2003年3月13日、隼エージェンシー）他出演:清水かおり、星川みなみ、中野千夏、雨宮ゆい
- 清純アイドル育成 ～里穂の成長～（2003年3月14日、タカラ映像）
- 少女飼育 4 お願いです、私にもっといやらしいこと教えて下さい。（2003年4月9日、U&K）
- TAKARAMONO ヴァーチャル ヴィーナス 2（2003年5月3日、ナチュラルハイ）
- レズビアンナイト（2003年6月21日、ビデオバンク）他出演:飯塚マナ、三上翔子、黒木あみ、本宮さつき
- 超A級美少女伝説 Secret NO.3（タカラ映像）他出演:まりやまい、矢田花帆、萩原さやか、長谷川留美子
- 「強制M女」 2（2003年10月21日、プレステージ）
- 風見理穂の表に出せないビデオのDVD（2004年2月9日、エイチ・エス映像）
- みるスポ!（2004年5月8日、みるきぃぷりん♪）
- 新体操 GYMNASTIC GIRLS（2004年5月14日、ビッグモーカル）共演:可愛ラム、小島三奈
- MILKY COLLECTION 2004 VOL.1（2004年8月8日、みるきぃぷりん♪）他多数出演
- レズビアン・デート（2004年10月31日、アリスJAPAN）共演:菊池麗子
- 生写真ハメッ娘 VOL.2（2004年11月11日、バーチャルウェーブ）
- レズッ娘!3時間!!（2005年2月18日、アリスJAPAN）他5名出演
- LOVE TEENS（2005年2月18日、デジタルバンク）他7名出演
- Milky Hi-School SEX 01（2005年4月8日、みるきぃぷりん♪）他6名出演
- コスプレマニアックス（2005年8月12日）他出演:妹岳なつめ、上原里香、山田まり、堀越みく、さやか梨乃
- みるきぃぷりん ぜんぶ。3 美少女130タイトル全部入り（2005年8月19日、みるきぃぷりん♪）他多数出演
- ディープスベストセレクト バックスタイルベスト（2005年9月22日、ディープス）他9名出演
- 巨乳女子校生+（2006年12月29日、h.m.p）他出演:朝倉なほ、辻さやか